# Gõ nước
Gõ nước hay bần ôi (danh pháp hai phần: Intsia bijuga) là loài thực vật có hoa trong họ Đậu. Loài này được (Colebr.) Kuntze miêu tả khoa học đầu tiên.

## Hình ảnh

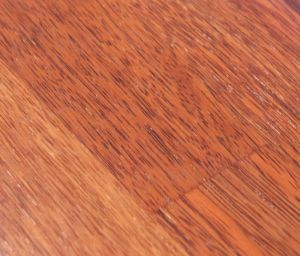
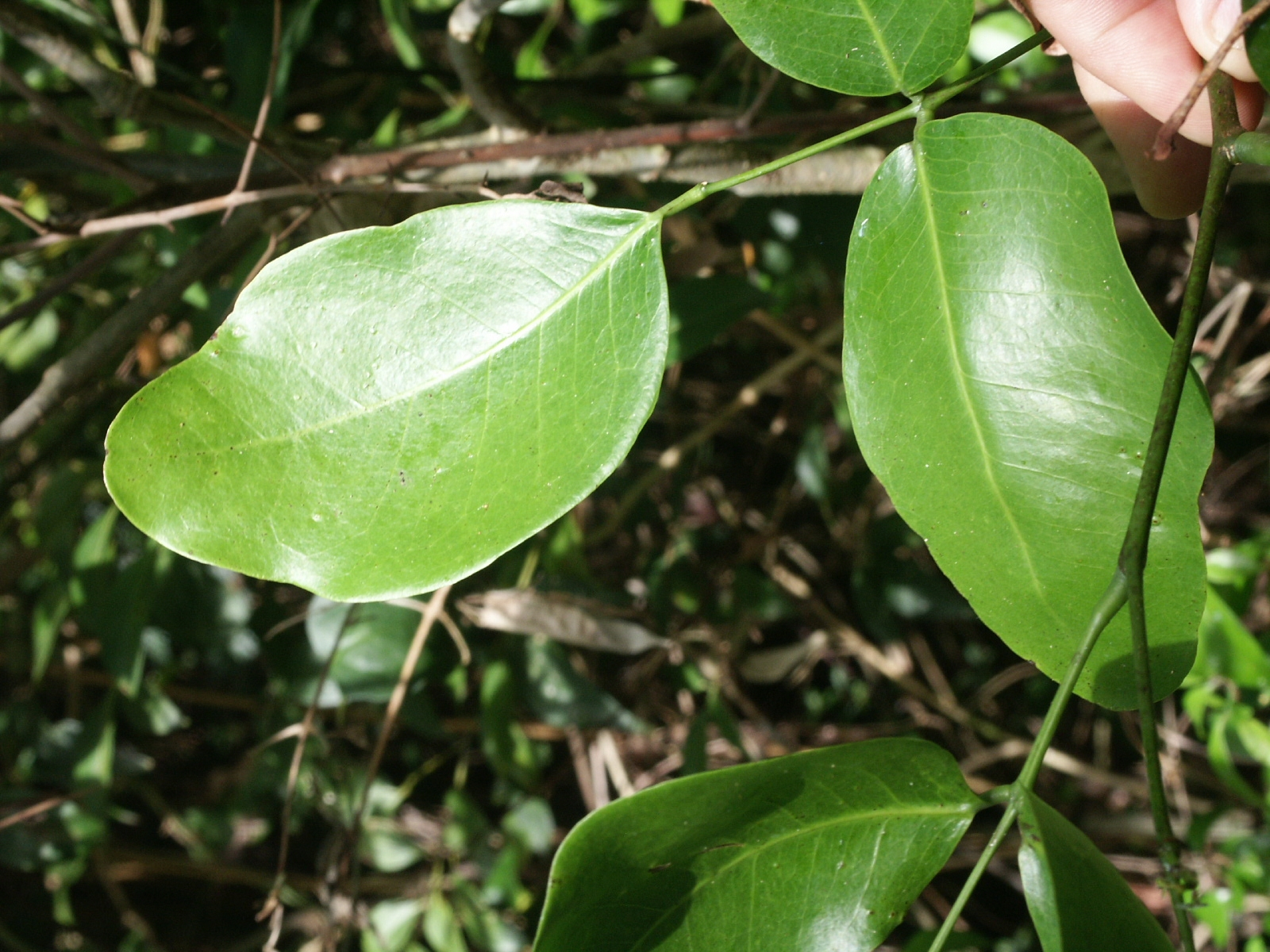
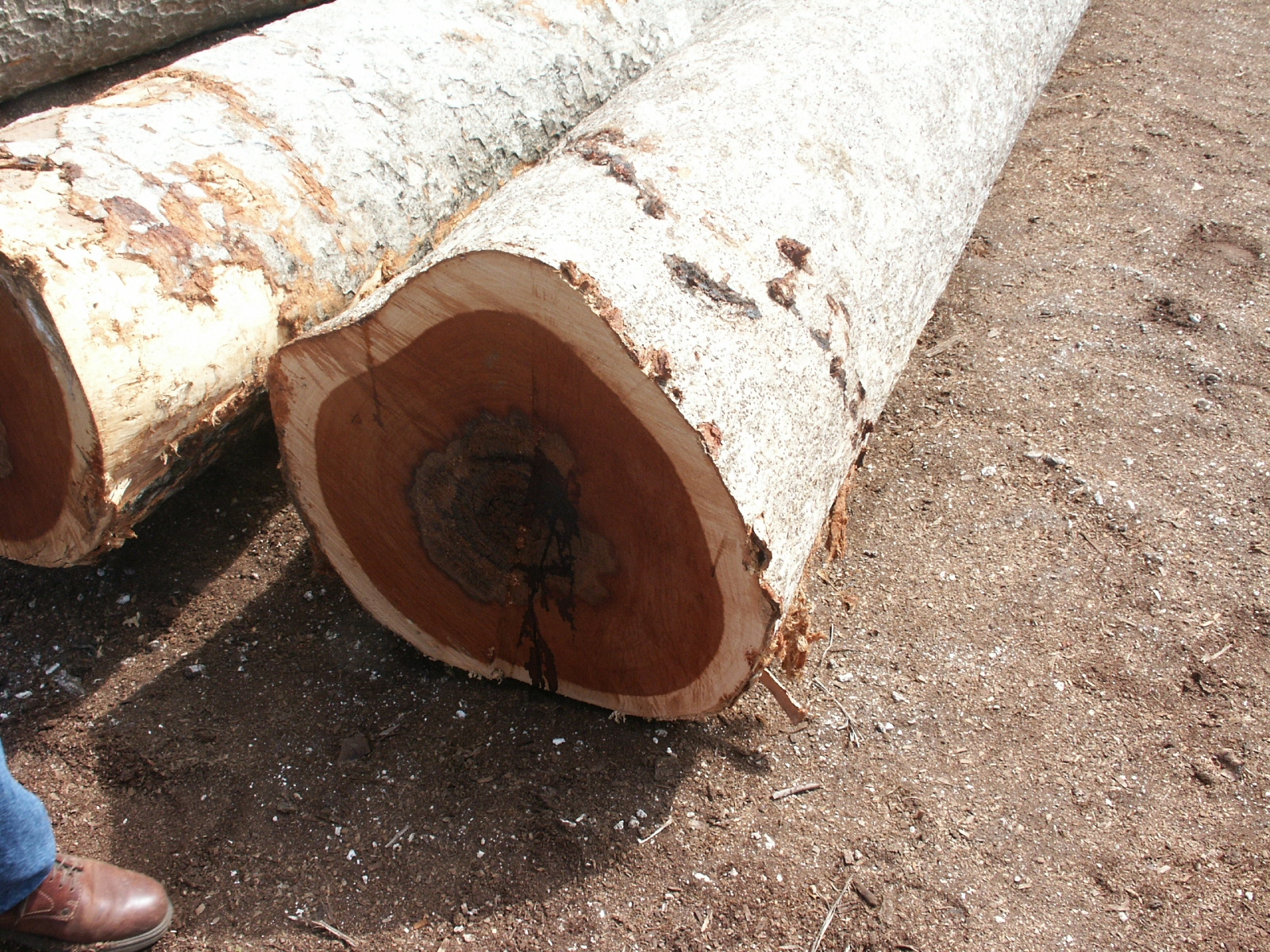